# 羅丹美術館
羅丹美術館（法語：Musée Rodin）是一座位於法國巴黎的美術館，成立於1919年，主要展示法國雕塑家奧古斯特·羅丹的作品。該博物館位於巴黎市中心的比隆府邸及周圍地區，以及巴黎市郊上塞纳省默东，共有兩個展示場地。博物館內共展示了6,600件雕塑、8,000張素描、8,000張舊照片和7,000件藝術品，每年共吸引了70萬名遊客參觀。

## 歷史
羅丹過去居住在梅東布里亞特別墅時，他曾使用比隆府邸擔任自己的工作室，並於1908年將他的所有雕塑收藏捐贈給法國政府，並附帶條件將比隆府邸建為一座專門展示他的作品的博物館，當中還包括他所擁有的畫家文森特·梵高、克勞德·莫奈和皮埃尔-奥古斯特·雷诺阿的畫作。博物館目前展出了羅丹的大部分重要作品，包括《沉思者》、《吻》和《地獄之門》等。許多雕塑作品展示在博物館廣大的花園中。博物館設有一個專門展示卡米耶·克洛岱爾作品的展廳，以及《成熟時期》的兩個鑄造品之一。博物館建築後方有一個小湖和休閒餐廳。
此外，附近的瓦雷纳站設有一些羅丹的雕塑作品。博物館可通過地鐵、RER和公共汽車前往。

## 收藏

### 雕塑
羅丹是一位具有反叛精神的藝術家，在他年輕時期的作品中，《鼻子斷了的男人》與當時審美標準的藝術作品相比顯得格格不入，而《青銅時代》則以勻稱而完美的青年男性人體為代表，呈現著純粹、最具現代性的表現方式。此外，博物館收藏的部分作品尺寸之大也令人印象深刻，例如《巴爾扎克》、《加萊義民》或未完成的《地獄之門》。這個作品則包含羅丹許多最重要的作品元素，例如《沈思者》、《烏戈利諾》、《吻》或《三個陰影》等。

### 繪畫
當前羅丹博物館的圖像收藏包含大約7,000張繪畫。它們可以與不同的風格和時期相關聯，包括部分風景創作、情色裸體或肖像畫，其中多數作品的靈感來自但丁或波德萊爾的奇幻作品。

### 攝影
羅丹博物館保存約25,000張照片收藏品。其中7,000張是羅丹本人收集的。羅丹對於攝影具有著一定的興趣，在生涯期間曾與許多攝影師合作，如欧仁·德吕埃）、雅克-埃内斯特·比洛、阿道夫·布朗或愛德華·史泰欽等人。
儘管這些照片的主題和風格各不相同，但藉由羅丹收集的個人相冊有助於暸解他個人生活的興趣和藝術來源，而官方的肖像和報紙照片則記載了他的作品和部分生活的紀錄。因而成為1877年至羅丹1917年去世期間在工作室生活的重要資料來源。

### 克洛岱爾展廳
卡米耶·克洛岱爾展廳收藏了克洛岱爾的一些作品，包括1913年鑄造的《成熟的年齡》（1898年）、《海浪》（1897年）、《華爾茲》、《薩空塔拉》（1905年）和一個鑄造於1892年的《羅丹半身像》（1888-1889年）。克洛岱爾實際上是羅丹的學生和模特，很快就成為了他的合作者、伙伴和情人，從1884年一直合作至1899年。

### 其他收藏
在羅丹生命的最後二十年，他曾居住在默東，並開始收集古埃及、古希臘和古羅馬的古董藝術品，之後又收集來自遠東的藝術品。隨著收藏品的增長，他的工作室和房子中充斥著各種不同的作品，取代了原本鑄造古代雕像的空間。隨著羅丹聲譽不斷提高，他收到的委託也讓他的收藏品不斷增加，截止於1917年，他已經擁有超過6,000件作品。
此外，羅丹的友誼和品味讓他結交自然主義者（例如泰奥迪勒·里博、阿尔弗雷德·罗勒）和象徵主義者（例如欧仁·卡里埃、夏尔·科泰）。透過與這些藝術家朋友的交流，羅丹擁有了來自朱尔·达卢、亞歷山大·法爾吉埃和讓-保羅·洛朗斯等人的藝術品。他還進行了重要的交易購買，包括買下了三幅梵高的作品（包括《坦吉爾神父》、1887年晚期）、雷諾瓦的《陽光下的裸體》和莫內的《美麗島》等畫作。

## 外部連結
- Musée Rodin （页面存档备份，存于）
- Society of Friends of the musée Rodin （页面存档备份，存于）, association participating to the influence and enrichment of the musée Rodin's collections
- A visitor's story of the Musée Rodin at night
- Over 160 photos taken in the museum
- Radio France Internationale - Matisse and Rodin exhibition （页面存档备份，存于）
- Photos taken in Hotel Biron （页面存档备份，存于）
- Gallery near Musée Rodin （页面存档备份，存于）
- Rodin: The B. Gerald Cantor Collection （页面存档备份，存于）, a full text exhibition catalog from The Metropolitan Museum of Art, a good resource for more material on Rodin

48°51′19″N 2°18′57″E / 48.85528°N 2.31583°E